# Sjuhundra härad
Sjuhundra härad var ett härad i mellersta Uppland. Häradet ligger numera i sin helhet inom Norrtälje kommun i Stockholms län. Den totala arealen uppgick till 292 km² och befolkningen uppgick år 1915 till 5 223 invånare. Tingsställe var lite olika och i sluet av 1800-talet till 1901 Rimbo varefter det flyttade till Norrtälje.

## Geografi
Häradets område var beläget kring det övre eller mellersta loppet av flera till havet, mestadels i östlig riktning, rinnande vattendrag. Runt vattendragen finns slättbygder och mellan dem låga bergåsar. Bergåsarna hör till eller utgår från den höjdsträckning, som skiljer Stockholms läns mellersta slättbygd från den i öster angränsande kusten. Det är i allmänhet ett ojämnt och backigt land, med rik bergsmark och skogsmark. Sjuhundra härad gränsande till Långhundra härad i väster, Närdinghundra härad i norr, Lyhundra härad i öster, Frötuna och Länna skeppslag i sydost samt Åkers skeppslag i söder.
Den största tätorten är idag Rimbo, belägen 50 kilometer öster om Uppsala, vilken också var häradets enda municipalsamhälle.

### Socknar
Sjuhundra härader omfattade fyra/fem socknar.
- Fasterna
- Rimbo
- Rö
- Skederid
- Husby-Sjuhundra tillhörde före 1952 Lyhundra härad med namnet från 1886 Husby-Lyhundra socken

## Historia
Sjuhundra härad var under medeltiden en del av det uppländska folklandet Attundaland. Dess namn skrevs under 1300-talet som Sæhundæri där sæ syftar till ordet sjö. Häradets tingsplats var belägen i Kundby strax öster om bygdens huvudort Rimbo. Sjuhundrabygden har en lång historia som sträcker sig tillbaka till forntiden. Fram till vikingatiden genomkorsades häradet av en segelled - Sjuhundraleden - som gick från Norrtäljeviken via sjön Lommaren västerut mot Långhundraleden, vilket förband bygden med områden så långt inåt landet som Uppsala. Området har även gott om fornborgar och ett system av vårdkasar kan ha använts redan under järnåldern. Gården Finsta i Skederids socken har sedan medeltiden ansetts som platsen för Heliga Birgittas födelse, även om detta i vår tid är omstritt. Norr om Rimbo finns häradets tre större herresäten - Ekebyholms slott, Rånäs slott och Mörby slottsruin. En kungsgård tillhörig Uppsala öd fanns i Husby-Sjuhundra.

## Län, fögderier, domsagor, tingslag och tingsrätter
Häradet har sedan 1715 hört till Stockholms län, innan dess Upplands län (1634-1639, 1648-1651, 1654-1714) och i perioderna däremellan till Stockholms län. Församlingarna i häradet tillhör Uppsala stift. 
Häradets socknar hörde till följande fögderier:
- 1720-1881 Lyhundra, Sjuhundra, Bro-Vätö, Väddö-Häverö fögderi
- 1882-1966 Mellersta Roslags fögderi
- 1967-1990 Norrtälje fögderi

Häradets socknar tillhörde följande domsagor, tingslag och tingsrätter:
- 1680-1900 Sjuhundra tingslag i
  - 1680 Sjuhundra, Lyhundra, Frötuna, Länna, Långhundra, Seminghundra, Vallentuna och Åkers häraders/skeppslags domsaga
  - 1681-1689 Långhundra, Lyhundra, Frötuna, Länna, Sjuhundra, Åker och Värmdö häraders/Skeppslags domsaga
  - 1689-1714 Olands, Närdinghundra, Sjuhundra, Frösåker och Häverö häraders/skeppslags domsaga
  - 1715-1777 Lyhundra, Frötuna, Länna, Närdinghundra, Sjuhundra, Frösåker, Häverö, Väddö, Bro och Vätö häraders/Skeppslags domsaga
  - 1777-1862 Lyhundra, Sjuhundra, Frötuna och Länna och Närdinghundra domsaga
  - 1863-1900 Lyhundra, Sjuhundra, Frötuna och Länna, Bro och Vätö domsaga från 1870 benämnd Mellersta Roslags domsaga
- 1901-1970 Mellersta Roslags domsagas tingslag i Mellersta Roslags domsaga
- 1971- Norrtälje tingsrätt och dess domsaga